# 小松公典
小松 公典（こまつ こうすけ、1970年3月6日 - ）は日本の脚本家・俳優である。タバコ田タバ男名義で自身が企画(映像ユニット・おコメダーズとして)・脚本・出演した「スモーキング・エイリアンズ」の宣伝キャラを務める
同キャラでは、「タバコ田タバ男ファミリーwithバクザン」名義で、ミュージシャンとしても活動している。

## 人物・来歴
- 1970年、兵庫県神戸市長田区に生まれる。当時、父親は還暦近く（大正2年生まれ）。母親とは再婚であり、前妻との間に3男2女を儲けていた。彼らの多くもすでに結婚・独立していたため、生まれながら叔父のポジションを得た。

- 生まれてしばらくは、隣接する兵庫区のソープ街、福原桜筋で深夜喫茶を営む母方の親戚宅にて過ごす。本人曰く、「ソープの残り湯が産湯だったかもしれない」。なお、この親戚宅には度々預けられたり訪ねたりであった。そのため、誰よりも早くブロック崩しやインベーダーというテーブルゲームで遊ぶことが出来た。こうした環境と、コロコロコミックで連載されていた「ゲームセンターあらし」の影響で、ゲーセン通いがクセになる。その頃にプレイしたクレージー・クライマーは、今でも人生ナンバー1ゲームである。また、演歌中心のジュークボックスや有線で、多様な昭和歌謡に触れることが出来た。それで得た知識がいつかは役に立つと思い続けている。

- 後年、小学生の頃からソープに出前持ちとして赴き、その裏側を見たりソープ嬢と接することが出来た。その当時に見聞きしたものが、脚本家としての己の源泉であると公言している。

- 名倉幼稚園に入園。先生に廊下で立たされたのを不服として脱走。これが行方不明騒動となり、親に泣かれる。

- 神戸市立名倉小学校に入学。3年生の頃、自分で作った「イヤーン！さわらないで」という歌が、校内はおろか近隣の小学校にまで流行ってしまい、ちょっとした騒動になり、親に泣かれる。

- 5年生の頃、父親が人工透析で週3回の通院を余儀なくされるようになると、たまに病院についていくようになる。が、その理由が小学生当時の自分なりにタイプだった看護師さんに会いたいがためというのがばれて、親に泣かれる。

- 神戸市立丸山中学校に入学。1年生時の7月。父親と死別。その一報が届いたのは、自宅で欠かさず見ていた「必殺仕舞人」を見終わってすぐの頃だった。そのため、父親が気を遣ってくれたと、親に泣かされる。

- 担任が顧問だったことでバレーボール部に入部。1年生時、上級生に連れられていったキャンプ場のテントの中で、自慰とは何かとレクチャーを受ける。この経験を「伝承という言葉を使うべき、正しい上下関係」だと述懐している。

- 中学2年生の頃、練習中にヘルニアで部室内で倒れる。駆けつけた保健の先生が介抱してくれるも、痛みに溢れ出す涙や涎を拭いてくれたタオルは、ボールに付いた犬の糞や泥を拭うためのものだった（先生は一切気づかず）。先生にそれを伝えようとするも痛みで声が出ずじまいであった。この経験を本人は「若くて美人な先生から受ける、汚れたタオル攻め。これがM資質を芽生えさせたのかもしれない」と、感謝と共に語っている。

- この頃、たまたま目にしたソフィー・マルソーのあまりの可愛さに映画誌「ロードショー」を購入。ページをめくった途端、フィービー・ケイツ派に鞍替え。この時の心変わりを本人は「俺のラ・ブームは数秒で終わった」と語っている。また、同誌のモノクロページでロマンポルノ紹介を目にし、「俺の裸・ブームが始まった」とも語っている。

- 中学3年生のクリスマス、友達と企画したパーティーで女子生徒達からのリクエストで酒を用意し、振る舞う。それが担任にばれて反省文を執筆。クラス単位で作成する卒業文集に掲載される。この時の気持ちを本人は「期待する展開は何1つなく、リクエストに応えただけで反省を強いられたことで世の不条理を身で知った」と、行き場を失った期待への悲しみと共に語っている。

- 私立育英高等学校に入学。他校の女子生徒と会えるからという勧誘を真に受けて演劇部に入部する。確かに会えたが「だからといって何か始まるもんじゃない」と、身を持って知る。

- 演劇部に入って初めての公演で与えられた役割はフットライトのスイッチ係。ただでさえ、スイッチをオンにするのは1回きりなのに、その1回を演出家が忘れたためにやることなしで公演終了。そのことについて本人は、「仮に指示があっても気づかなかったよ。寝てたし」と反省もなく語っている。

- 卒業公演で初めて脚本を執筆。タイトルは「必殺デモクラシー・大正乱世編」。本人曰く、必殺シリーズが好き過ぎたあまりの中二病テイスト溢れる作品だったとのこと。劇中、客席を練り歩いて歌いながら歩く場面をおひねり目的で作ったが、本番では誰からも、親からですら貰えなかった。

- 卒業後は中華料理屋や喫茶店のホール係などをしながら演劇活動を行うも、元来が映画好きだったために上京して日活芸術学院に入学。

- 1993年、日活芸術学院卒業後、しばらくはクロネコヤマトの荷物仕分けなどのバイトをしながら、シナリオを書く日々を送る。だが、阪神大震災で実家も半壊扱いとなったのを機に神戸に戻る。高校時代の先輩が開業した何でも屋で、仮設住宅の設備交換や工務店の手伝いをして過ごす。

- 1995年、日活芸術学院同期生であり、先に助監督としてピンク映画を中心に活動していた加藤義一の誘いで関根和美監督『きっと会える』にセカンド助監督としてつく。以降、同監督の作品の助監督を務めながら、共同で脚本を書き始める。1997年、オーピー映画『女医 わいせつ逆療法（シナリオタイトル 「ストーカー」）』が劇場公開、単独名義デビューを果たす。

- 以降、精力的に脚本を書き続けていたが、雑誌「TOO NEGATIVE」に執筆参加したのを機に、活動の場を紙媒体に移す。

- あくまでも時給換算の編集長として、月に最低4、5冊以上のエロ本を作り、「月産1000ページの男」とも呼ばれる。

- 2004年からは竹洞哲也監督の全作品を手がける。また『けっこう仮面 新生-REBORN-』など原作付きの作品やVシネマ、ドラマもののAVなどを手掛ける[1]。その本数はピンク映画のみで100本近く、トータルでは数百本に及ぶ。しかし、貯金はない。

- 2011年、上野オークラ劇場で行ったイベント、「竹洞組の夢音色」をきっかけに、倖田李梨やサーモン鮭山、津田篤と映像集団おコメダーズを結成。

- 第18回、19回、23回、24回、27回、29回(当方ボーカル名義)と2000年代にピンク大賞脚本賞の最多受賞者となる[2]しかし、貯金はない。

- 所持するペンネームが多数であることでも知られている。脚本執筆時には、金泥駒（コンデ・コマン）や社会歳三（しゃかいとしぞう）、当方ボーカルなど。

## フィルモグラフィ

### 竹洞哲也監督作
- 人妻の秘密 覗き覗かれ 2004.9.6公開
- 美少女図鑑　汚された制服　2004.12.20公開
- さびしい人妻 夜鳴く肉体　2005.3.20公開
- 援交性態ルポ 乱れた性欲 2005.7.21公開
- 欲情ヒッチハイク 求めた人妻 2005.11.22公開
- ホテトル嬢 癒しの手ほどき）　2006.1.31公開
- 乱姦調教 牝犬たちの肉宴）　2006.6.16公開
- 親友の母 生肌の色香 2006.9.1公開

- 恋味うどん（悩殺若女将　色っぽい腰つき）:2006.12.15公開

出演：吉沢明歩、青山えりな、倖田李梨、なかみつせいじ、柳東史、松浦祐也、岡田智宏、サーモン鮭山
主題歌：キョロザワールド「Life is Love」
2006年度ピンク大賞ベストテン・第1位
- 再会迷宮 （不倫同窓会　しざかり熟女）:2007.3.2公開

出演：佐々木麻由子、梅岡千里、青山えりな、倖田李梨、那波隆史、松浦祐也、サーモン鮭山、高見和正
主題歌：キョロザワールド「終わらずにやってくる」
- 草舟 （女引越し屋 汗ばむ谷間）:2007.6.1公開

出演：チカッチ！、倖田李梨、青山えりな、吉岡睦雄、高見和正、松浦祐也、菅原陽子、サーモン鮭山
挿入曲：キョロザワールド「happiness」「遠く遠くから」
- 終わらない始まり （男たちの夢音色）:2007.7.7公開

出演：橋本和明、岡田智宏、松浦祐也、高見和正、サーモン鮭山、横須賀正一
- 恋味うどん エピソード0 （桃肌女将のねばり味）:2007.11.23公開

出演：沢井真帆、倖田李梨、青山えりな、なかみつせいじ、松浦祐也、吉岡睦雄、岡田智宏、サーモン鮭山
主題歌：キョロザワールド
2007年度ピンク大賞ベストテン・第9位
- 襦袢鬼 （監禁の館 なぶり責め）:2008.3.14公開

出演：沢井真帆、倖田李梨、AYA、岡田智宏、松浦祐也、石川雄也、サーモン鮭山、青山えりな
- いつまでもどこまでも （不純な制服 悶えた太もも）:2008.5.23公開

出演：AYA、青山えりな、佐々木麻由子、松浦祐也、吉岡睦雄、世志男、石川雄也、サーモン鮭山、倖田李梨
主題歌：キョロザワールド
2008年度ピンク大賞ベストテン・第3位
- 今日は散れども明日は咲く花 （痴漢電車 うごめく指のメロディ）:2008.8.8公開

出演：AYA、結城リナ、ミュウ、中田二郎、サーモン鮭山、牧村耕次、岡田智宏、青山えりな、倖田李梨
2008年度ピンク大賞ベストテン・第9位
- ひばりの空 （艶会コンパニオン いけない濃厚接待）:2008.10.31公開

出演：アゲハ、上原優、倖田李梨、AYA、久保田泰也、世志男、岡田智宏、太田始、吉岡睦雄、サーモン鮭山
主題歌：キョロザワールド
- T.O! （妹のつぼみ いたずら妄想）:2009.2.20公開

出演：赤西涼、鳴海せいら、倖田李梨、岡田智宏、吉田祐健、石川雄也、久保田泰也、吉岡睦雄、サーモン鮭山
主題歌：キョロザワールド
- たぶん （いとこ白書 うずく淫乱熟）:2009.5.15公開

出演：赤西涼、かすみ果穂、倖田李梨、久保田泰也、岡田智宏、吉岡睦雄、サーモン鮭山、なかみつせいじ
2009年度ピンク大賞ベストテン・第8位
- 風に揺られて （人妻探偵 尻軽セックス事件簿）:2009.7.31公開

出演：かすみ果穂、友田真希、AYA、那波隆史、サーモン鮭山、松浦祐也、倖田李梨、岡田智宏
- 黒い捩子 （若義母 むしゃぶり喰う）:2009.11.13公開

出演：AYA、かすみ果穂、若林美保、佐藤玄樹、岡田智宏、牧村耕次、岩谷健司、倖田李梨、サーモン鮭山
- 青虹 （超スケベ民宿 極楽ハメ三昧）:2010.2.19公開

出演：赤西涼、沢井真帆、松浦ユキ、久保田泰也、世志男、岩谷健司、倖田李梨、AYA、サーモン鮭山
- 僕らは未来を歩いている （性交エロ天使 たっぷりご奉仕）:2010.6.4公開

出演：藤崎クロエ、かすみ果穂、若林美保、津田篤、サーモン鮭山、吉岡睦雄、岡田智宏、倖田李梨
- 川の字 （潮吹き花嫁の性白書）:2010.8.27公開

出演：かすみ果穂、倖田李梨、LUNA、毘舎利敬、佐藤玄樹、久保田泰也、岩谷健司、岡田智宏
2010年度ピンク大賞ベストテン・第9位
- からっぽ人魚 （スケベな住人 昼も夜も発情中）:2010.10.22公開

出演：藤崎クロエ、日高ゆりあ、佐々木麻由子、岩谷健司、毘舎利敬、津田篤、倖田李梨、サーモン鮭山、岡田智宏
- ろくでなしとひとでなし （痴漢電車 とろける夢タッチ）:2010.12.31公開

出演：和葉みれい、かすみ果穂、山口真里、倖田李梨、毘舎利敬、岩谷健司、石川雄也、津田篤、岩谷健司、岡田智宏、サーモン鮭山
- センチメンタル女子 （三十路の女 巨乳はじける）:2011.4.15公開

出演：桜井ゆうこ、倖田李梨、若林美保、岩谷健司、津田篤、岡田智宏、久保田泰也
- 忘却の河 （白昼の人妻 犯られる巨乳）:2011.7公開

出演：桜井ゆうこ、かすみ果穂、酒井あずさ、倖田李梨、園部貴一、毘舎利敬、岩谷健司、岡田智宏、サーモン鮭山
- いずれ （淫乱千一夜 恍惚のよがり）:2011年9月23日公開

出演：春野さくら、しじみ、ほたる、久保田泰也、藤本栄孝、岩谷健司
- ノアのいない方舟 （義父の求愛 やわ肌を這う舌）:2012年1月20日公開

出演：つるのゆう、星優乃、かすみ果穂、藤本栄孝、毘舎利敬、岩谷健司
- 時が揺れる 2012年春公開予定

- 上から岩谷  2012年初夏公開予定

出演：かすみ果穂、倖田李梨、青山遙、岩谷健司、毘舎利敬、なかみつせいじ、松浦祐也、久保田泰也、ヒビキック、キャプテン・バキューン！
- 誘惑遊女の貝遊び（2015年1月16日、オーピー映画）
- 誘惑遊女〜ソラとシド〜（2015年8月30日、OP PICTURES）[3]
- 生つば美人妻 妄想で寝取られて（2021年2月12日、オーピー映画）
- 恋愛相談 おクチにできないお年頃（2021年3月26日、オーピー映画）
- 義父と未亡人 一夜だけの秘め事（2021年8月13日、オーピー映画）
- されどはまぐり（2021年11月18日、オーピー映画）[4]
- 股がり天使 火照りの桃源郷（2022年5月6日、オーピー映画）
- 続・股がり天使 旅立ちの朝勃ち（2022年7月1日、オーピー映画）
- 下ネタトリオ マドンナを狙え（2023年5月26日、オーピー映画）
- 此処に花あり（2023年、オーピー映画）[5]
- くりかえし百子（2023年、オーピー映画）[5]
- 特濃三姉妹 みだれ別荘（2024年10月18日、オーピー映画）[6]
- 背徳酒場 熱燗熟女のうずき（2024年11月15日、オーピー映画）[7]

### 関根和美監督作品（共同脚本含む）
※（）内は劇場公開タイトル。
- 地獄のセールスレディ （快楽セールスレディ －カラダも買って－ ）
- リモコンウーマン （隣の奥さん バイブでトロトロ）
- SOUL TRAIN （痴漢電車 くいこむ生下着） 　※SOUL TRAINシリーズナンバーは不明。
- ストーカー （女医ワイセツ逆療法）
- （びしょ濡れ下宿 母娘のぞき）※シナリオタイトル不明
- 兄弟神話 （痴漢 極楽指めぐり）
- 夢魔 （男街イリュージョン）
- SOUL TRAIN （痴漢電車 ゆれて絶頂5秒前）　※SOUL TRAINシリーズナンバーは不明。

- Hey! Taxi! （淫行タクシー ひわいな女たち）
- 白衣の渡し守 （エッチな天使 ねっちゃり白衣）
- デコトラ漫遊記 （痴漢トラック 淫女乗りっぱなし）
- 愛咬鬼 （愛咬鬼 －URBAN LEGEND－）
- 下町しぐれ （現役女性記者 淫らな体験レポート）
- SOUL TRAIN （痴漢電車 ぐっしょり下唇）　※SOUL TRAINシリーズナンバーは不明。
- デコトラ漫遊記2（馬を愛した牧場娘）

### 片山圭太監督作品
- 痴漢新妻 たまらず求めて - シナリオタイトル不明

### 加藤義一監督作品
※（）内は劇場公開タイトル。
- 8:20-8:27 （痴漢電車 夢指で尻めぐり）
- ドラ猫バズーカ （熟女訪問販売 和服みだら乱れ）
- 一番星、空から （極楽銭湯 巨乳湯揉み）
- ほぼグレムリン （どスケベ検査 ナース爆乳責め）
- マリッジブルー （OL適齢期 おしゃぶり同棲中）※脚本協力

### 小川欽也監督作品
- 人妻姦通 お仕置き監禁責め

### 深町章監督作品
- 紫煙の想い出 （淫乱ひだのおく）

### 池島ゆたか監督作品
- 贋作・昼顔 （人妻娼婦 もっと恥ずかしめて）

### 世志男監督作品
- 「四畳半革命 白夜に死す」

### その他
- 熟女と家出娘 たっぷりハメて（2022年10月14日、オーピー映画、小関裕次郎監督）
- モーテル303（2023年予定、オーピー映画）[8]
- スモーキング・エイリアンズ（2018年12月15日、中村公彦監督）[9]

## Vシネマ作品
- 「けっこう仮面 新生-REBORN-」
- 「痴漢物語 恥辱のアングル」
- 「新入生 痴漢ゼミナール」
- 「レモンエンジェル 実写版」
- 「横浜たそがれ探偵物語 エロタン」
- 「あっ！お皿に首が乗っている！」（共同脚本）
- 「ワイルドアイズ」
- 「団鬼六原作 白獣の檻」
- 「団鬼六原作 美人妻」
- 「団鬼六原作 女学生」
- 「兄嫁 盗まれた蜜戯」
- 「つや女房」
- 「妖女伝説セイレーン XX ～魔性の欲望～」
- 「真田くノ一忍法伝 かすみ 武蔵！奥義開眼」
- 「真田くノ一忍法伝 かすみ 誕生！猿飛佐助」
- 「真田くノ一忍法伝 かすみ 服部半蔵の逆襲！」
- 「真田くノ一忍法伝 かすみ 内乱！幸村暗殺!!」
- 「真田くノ一忍法伝 かすみ 因習の村を斬れ!!」
- 「真田くノ一忍法伝 かすみ 激突！はぐれ甲賀軍団!!」
- 「恋愛家族　義母と義姉の秘密」
- 「ストーキング・ラヴ　〜迫る影〜」
- 「初めての浮気 人妻の誘惑」
- 「若妻家庭教師 年下のオトコに甘えられる妻の快感…」
- 「お母さんが、好きです」
- 「乱れ喰い」
- 「禁義妹」
- 「淫乱看護師」
- 「乱艶母」
- 「痴漢浪漫」
- 「くノ一関ヶ原」
- 「羅生門 鬼畜のまぐわい」
- 「純愛小説家 スワッピング体験記」
- 「メイドの部屋 〜お帰りなさいませ、ご主人様〜」
- 「萌えキュン＠MOVIE 恋するメイドカフェ」
- 四畳半革命 白夜に死す (2008年6月14日[10]
- くノ一処刑人～拷問地獄旅～ （2012年）[11]

以下、ノンクレジット作品。
- 「あいか 女剣士VSくノ一」
- 「伊賀VS甲賀 くノ一戦勇記」
- 「激突！伊賀VS風魔 ～淫姫の復讐～ くノ一戦勇記II」
- 「必殺！くノ一仕置忍法帖」
- 「三姉妹VS女剣士 くノ一凌辱秘奥義外伝」

## 舞台
- 「鈍底」
- 「四畳半革命　球根歌」